# 14-й избирательный округ штата Нью-Йорк

География округа (2013—2023 гг.)

География округа (С 2023 г.)

14-й избирательный округ штата Нью-Йорк — это избирательный округ Палаты представителей США, расположенный в Нью-Йорке, который на данный момент представляет демократ Александрия Окасио-Кортес.
Округ включает в себя восточную часть Бронкса и часть северо-центрального округа Куинса. Часть Куинса включает районы Астория, Колледж-Пойнт, Корона, Ист-Элмхерст, Элмхерст, Джэксон-Хайтс и Вудсайд. Часть округа в Бронксе включает районы Сити-Айленд, Кантри-Клаб, Ван Нест, Моррис-Парк, Паркчестер, Пелэм-Бей, Скайлервил и Трогс-Нек.
Примерно половину населения округа составляют испаноговорящие или латиноамериканцы, что делает его одним из самых латиноамериканских округов Нью-Йорка. До изменения границ округа, в связи с выборами 2012 года большая часть территории входила в состав 7-го избирательного округа.
С 2003 по 2013 год округ охватывал большую часть территории, которая сейчас входит в состав 12-го избирательного округа, включая Центральный парк и восточную часть Манхэттена, весь остров Рузвельта, а также районы Астория, Лонг-Айленд-Сити и Саннисайд в Куинсе.

## География
- 1803—1813: неизвестно
- 1813—1823: округ Монтгомери
- 1823—1913: неизвестно
- 1913—1945: Часть Манхэттена
- 1945—1983: Часть Бруклина
- 1983—1993: Весь Статен-Айленд, часть Бруклина
- 1993—2003: Часть Бруклина, Манхэттена, Куинс
- 2003—2013: Часть Манхэттена, Куинс
- 2013 год — настоящее время: часть Куинса, Бронкса

В 1970-х годах данная территория находилась в юрисдикции 18-го округа, в 1980-х годах — 15-го округа.
Округ располагался в Бруклине до 1982 года, пока границы округа не были отмечены округом Статен-Айленд. В 1992 году границы округа были перемещены на восточную часть Манхэттена, чья большая часть своего существования именовалась как 17-й округ. В 2012 году округ был перемещен на бывшую территорию 7-го округа в Куинсе и Бронксе.

## Список представителей округа
| Представитель                           | Партия                              | Года                             | Конгресс                                                    | Электоральная история | Расположение округа |
| --------------------------------------- | ----------------------------------- | -------------------------------- | ----------------------------------------------------------- | --- | --- |
| Округ был сформирован 4 марта 1803 года |                                     |                                  |                                                             | | |
| Эрастус Рут                             | Демократическо-республиканская      | 4 марта 1803 — 3 марта 1805      | 8-й                                                         | Был избран в 1802 году. Вышел на пенсию. | 1803-1809 Делавэр и Отсиго |
| Джон Рассел                             | Демократическо-республиканская      | 4 марта 1805 — 3 марта 1809      | 9-й 10-й                                                    | Был избран в 1804 году. Был переизбран в 1806 году. Вышел на пенсию.                                                                                           | 1803-1809 Делавэр и Отсиго |
| Винсент Мэттьюс                         | Федералистская                      | 4 марта 1809 — 3 марта 1811      | 11-й                                                        | Был избран в 1808 году. Вышел на пенсию. | 1803-1809 Тайога Стьюбен Кейюга Сенека |
| Дэниэл Эйвери                           | Демократическо-республиканская      | 4 марта 1811 — 3 марта 1813      | 12-й                                                        | Был переизбран в 1810 году. Переведен в 20 округ. | 1803-1809 Тайога Стьюбен Кейюга Сенека |
| Джейкоб Маркелл                         | Федералистская                      | 4 марта 1813 — 3 марта 1815      | 13-й                                                        | Был переизбран в 1812 году. | 1813-1819 Монтгомери |
| Дэниэл Кади                             | Федералистская                      | 4 марта 1815 — 3 марта 1817      | 14-й                                                        | Был переизбран в 1814 году. Вышел на пенсию. | 1813-1819 Монтгомери |
| Джон Херкимер                           | Демократическо-республиканская      | 4 марта 1817 — 3 марта 1819      | 15-й                                                        | Был переизбран в 1816 году. Переведен в 15-й округ. | 1813-1819 Монтгомери |
| Джон Фэй                                | Демократическо-республиканская      | 4 марта 1819 — 3 марта 1821      | 16-й                                                        | Был переизбран в 1818 году. Вышел на пенсию. | 1813-1819 Монтгомери Город Данубе округа Херкимер |
| Свободное место                         | Свободное место                     | 4 марта 1821 — 3 декабря 1821    | 17-й                                                        | Выборы были проведены в апреле 1821 года. Неизвестно, когда были объявлены результаты.                                                                         | 1813-1819 Монтгомери Город Данубе округа Херкимер |
| Альфред Конклин                         | Демократическо-республиканская      | 3 декабря 1821 — 3 марта 1823    | 17-й                                                        | Был избран в 1821 году. Вышел на пенсию. | 1813-1819 Монтгомери Город Данубе округа Херкимер |
| Генри Р. Сторрс                         | Демократическо-республиканская      | 4 марта 1823 — 3 марта 1825      | 18-й 19-й 20-й 21-й                                         | Был избран в 1822 году. Был переизбран в 1824, 1826 и 1828 годах. Вышел на пенсию.                                                                             | 1823-1833 Онайда |
| Генри Р. Сторрс                         | Национальная республиканская партия | 4 марта 1825 — 3 марта 1831      | 18-й 19-й 20-й 21-й                                         | Был избран в 1822 году. Был переизбран в 1824, 1826 и 1828 годах. Вышел на пенсию.                                                                             | 1823-1833 Онайда |
| Сэмюэль Бэрдсли                         | Джексоновская                       | 4 марта 1831 — 3 марта 1833      | 22-й                                                        | Был избран в 1830 году. Переведен в 17-й округ. | 1823-1833 Онайда |
| Рэнсом Г. Джиллет                       | Джексоновская                       | 4 марта 1833 — 3 марта 1837      | 23-й 24-й                                                   | Был избран в 1832 году. Был переизбран в 1834 году. Вышел на пенсию.                                                                                           | 1833-1834 Неизвестно |
| Джеймс Б. Спенсер                       | Демократическая                     | 4 марта 1837 — 3 марта 1839      | 25-й                                                        | Был избран в 1836 году. Вышел на пенсию. | 1833-1834 Неизвестно |
| Джон Файн                               | Демократическая                     | 4 марта 1839 — 3 марта 1841      | 26-й                                                        | Был избран в 1838 году. Вышел на пенсию. | 1833-1834 Неизвестно |
| Генри Бэлл Ван Ренсселэр                | Виги                                | 4 марта 1841 — 3 марта 1843      | 27-й                                                        | Был избран в 1840 году. Вышел на пенсию. | 1833-1834 Неизвестно |
| Чарльз Роджерс                          | Виги                                | 4 марта 1843 — 3 марта 1845      | 28-й                                                        | Был избран в 1842 году. Вышел на пенсию. | 1843-1853 |
| Эрастус Д. Кавер                        | Виги                                | 4 марта 1845 — 3 марта 1847      | 29-й                                                        | Был избран в 1844 году. Вышел на пенсию. | 1843-1853 |
| Орландо Келлогг                         | Виги                                | 4 марта 1847 — 3 марта 1849      | 30-й                                                        | Был избран в 1846 году. Вышел на пенсию. | 1843-1853 |
| Джордж Р. Эндрюс                        | Виги                                | 4 марта 1849 — 3 марта 1851      | 31-й                                                        | Был избран в 1848 году. Вышел на пенсию. | 1843-1853 |
| Джон Г. Бойд                            | Виги                                | 4 марта 1851 — 3 марта 1853      | 32-й                                                        | Был избран в 1850 году. Вышел на пенсию. | 1843-1853 |
| Руфус В. Пекхам                         | Демократическая                     | 4 марта 1853 — 3 марта 1855      | 33-й                                                        | Был избран в 1852 году. Вышел на пенсию. | 1853-1863 |
| Сэмюэль Диксон                          | Оппозиция                           | 4 марта 1855 — 3 марта 1857      | 34-й                                                        | Был избран в 1854 году. Вышел на пенсию. | 1853-1863 |
| Эрастус Корнин                          | Демократическая                     | 4 марта 1857 — 3 марта 1859      | 35-й                                                        | Был избран в 1856 году. Вышел на пенсию. | 1853-1863 |
| Джон Х. Рейнольдс                       | Анти-лекомптонская демократическая  | 4 марта 1859 — 3 марта 1861      | 36-й                                                        | Был избран в 1858 году. Вышел на пенсию. | 1853-1863 |
| Эрастус Корнин                          | Демократическая                     | 4 марта 1861 — 3 марта 1863      | 37-й 38-й                                                   | Был избран в 1860 году. Был переизбран в 1862 году. Вышел на пенсию.                                                                                           | 1853-1863 |
| Свободное место                         | Свободное место                     | 5 октября 1863 — 7 декабря 1863  | 38-й                                                        | | 1863-1873 |
| Джон В. Л. Прюн                         | Демократическая                     | 7 декабря 1863 — 3 марта 1865    | 38-й                                                        | Был избран в 1862 году. Вышел на пенсию. | 1863-1873 |
| Чарльз Гудйер                           | Демократическая                     | 4 марта 1865 — 3 марта 1867      | 39-й                                                        | Был избран в 1864 году. Вышел на пенсию. | 1863-1873 |
| Джон В. Л. Прюн                         | Демократическая                     | 4 марта 1867 — 3 марта 1869      | 40-й                                                        | Был избран в 1866 году. Вышел на пенсию. | 1863-1873 |
| Стивен Л. Мэйхэм                        | Демократическая                     | 4 марта 1869 — 3 марта 1871      | 41-й                                                        | Был избран в 1868 году. Вышел на пенсию. | 1863-1873 |
| Илай Пэрри                              | Демократическая                     | 4 марта 1871 — 3 марта 1873      | 42-й                                                        | Был избран в 1870 году. Был переведен в 15-й округ. | 1863-1873 |
| Дэвид М. дэ Уитт                        | Демократическая                     | 4 марта 1873 — 3 марта 1875      | 43-й                                                        | Был избран в 1872 году. Вышел на пенсию. | 1873-1883 |
| Джордж М. Биб                           | Демократическая                     | 4 марта 1875 — 3 марта 1879      | 44-й 45-й                                                   | Был избран в 1874 году. Был переизбран в 1876 году. Проиграл в 1878 году.                                                                                      | 1873-1883 |
| Джон У. Фердон                          | Республиканская                     | 4 марта 1879 — 3 марта 1881      | 46-й                                                        | Был избран в 1878 году. Вышел на пенсию. | 1873-1883 |
| Льюис Бич                               | Демократическая                     | 4 марта 1881 — 3 марта 1885      | 47-й 48-й                                                   | Был избран в 1880 году. Был переизбран в 1882 году. Был переведен в 15-й округ.                                                                                | 1873-1883 |
| Уильям Г. Столнекер                     | Демократическая                     | 4 марта 1885 — 3 марта 1893      | 49-й 50-й 51-й 52-й                                         | Был избран в 1884 году. Был переизбран в 1886, 1888 и 1890 годах. Вышел на пенсию.                                                                             | 1883-1893 |
| Джон Р. Фэллоус                         | Демократическая                     | 4 марта 1893 — 31 декабря 1893   | 53-й                                                        | Был переведен в 6-й округ. Был переизбран в 1892 году. Ушел с данной должности и получил должность окружного прокурора округа. Нью-Йорк.                       | 1893-1903 |
| Свободное место                         | Свободное место                     | 31 декабря 1893 — 30 января 1894 | 53-й                                                        | | 1893-1903 |
| Лемуэль Э. Квигг                        | Республиканская                     | 30 января 1894 — 3 марта 1899    | 53-й 54-й 55-й                                              | Был избран в качестве замены Джона Фэллоуса. Был переизбран в 1894, 1896 и 1886 годах. Проиграл в году.                                                        | 1893-1903 |
| Уильям Э. Чэнлер                        | Демократическая                     | 4 марта 1899 — 3 марта 1901      | 56-й                                                        | Был избран в 1898 году. Вышел на пенсию. | 1893-1903 |
| Уильям Э. Чэнлер                        | Республиканская                     | 4 марта 1901 — 3 марта 1903      | 57-й                                                        | Был избран в 1900 году. Был переведен в 15-й округ. | 1893-1903 |
| Ира Э. Райдер                           | Демократическая                     | 4 марта 1903 — 3 марта 1905      | 58-й                                                        | Был переизбран в 1902 году. Вышел на пенсию. | 1903-1913 |
| Чарльз А. Таун                          | Демократическая                     | 4 марта 1905 — 3 марта 1907      | 59-й                                                        | Был избран в 1904 году. Вышел на пенсию. | 1903-1913 |
| Уильям Уиллетт Мл.                      | Демократическая                     | 4 марта 1907 — 3 марта 1911      | 60-й 61-й                                                   | Был переизбран в 1906 и 1908 годах. Вышел на пенсию. | 1903-1913 |
| Джон Дж. Киндред                        | Демократическая                     | 4 марта 1911 — 3 марта 1913      | 62-й                                                        | Был избран в 1910 году. Вышел на пенсию. | 1903-1913 |
| Джефферсон М. Ливай                     | Демократическая                     | 4 марта 1913 — 3 марта 1915      | 63-й                                                        | Был переведен в 13-й округ. Был переизбран в 1912 году. | 1913-1933 |
| Майкл Ф. Фарли                          | Демократическая                     | 4 марта 1915 — 3 марта 1917      | 64-й                                                        | Был избран в 1914 году. Проиграл в 1916 году. | 1913-1933 |
| Фьорелло Ла Гуардия                     | Республиканская                     | 4 марта 1917 — 3 марта 1919      | 65-й 66-й                                                   | Был избран в 1914 году. Проиграл в 1916 году. | 1913-1933 |
| Свободное место                         | Свободное место                     | 31 декабря 1919 — 2 ноября 1920  | 66-й                                                        | | 1913-1933 |
| Натан Д. Перлман                        | Республиканская                     | 2 ноября 1920 — 3 марта 1927     | 66-й 67-й 68-й 69-й                                         | Был избран в качестве замены Ла Гуардии. Был переизбран в 1920, 1922 и 1924 годах. Проиграл в 1926 году.                                                       | 1913-1933 |
| Уильям И. Сирович                       | Демократическая                     | 4 марта 1927 — 17 декабря 1939   | 70-й 71-й 72-й 73-й 74-й 75-й 76-й                          | Был избран в 1926 году. Был переизбран в 1928, 1930, 1932, 1934, 1936 и 1938 годах. Умер.                                                                      | 1913-1933 |
| Свободное место                         | Свободное место                     | 17 декабря 1939 — 6 февраля 1940 | 76-й                                                        | | 1933-1943 |
| Моррис М. Эдельштейн                    | Демократическая                     | 6 февраля 1940 — 4 июня 1941     | 76-й 77-й                                                   | Был избран в качестве замены Сировича. Был переизбран в 1940 году. Умер.                                                                                       | 1933-1943 |
| Свободное место                         | Свободное место                     | 4 июня 1941 — 29 июля 1941       | 77-й                                                        | | 1933-1943 |
| Артур Джордж Кляйн                      | Демократическая                     | 29 июля 1941 — 3 января 1945     | 77-й 78-й                                                   | Был избран в качестве замены Эдельштейна. Был переизбран в 1942 году. Ушел с поста с целью выдвижения в Верховный Суд штата Нью-Йорк.                          | 1933-1943 |
| Лео Ф. Рэйфиль                          | Демократическая                     | 3 января 1945 — 13 сентября 1947 | 79-й 80-й                                                   | Был избран в 1944 году. Был переизбран в 1946 году. Ушел с поста.                                                                                              | 1943-1953 |
| Свободное место                         | Свободное место                     | 13 сентября 1947 — 4 ноября 1947 | 80-й                                                        | | 1943-1953 |
| Авраам Дж. Мюлтер                       | Демократическая                     | 4 ноября 1947 — 3 января 1953    | 80-й 81-й 82-й                                              | Был избран в качестве замены Лео Рэйфиля. Был переизбран в 1948, 1950 годах. Был переведен в 13-й округ.                                                       | 1943-1953 |
| Джон Дж. Руни                           | Демократическая                     | 3 января 1953 — 31 декабря 1974  | 84-й 85-й 86-й 87-й 88-й 89-й 90-й 91-й 92-й 93-й           | Был переведен в 12-й округ. Был переизбран в 1952, 1954, 1956, 1958, 1960, 1962, 1964, 1966, 1968, 1970 и 1972 годах. Вышел на пенсию и ушел в отставку.       | 1953 — 1963 1963 — 1973 |
| Свободное место                         | Свободное место                     | 31 декабря 1974 — 3 января 1975  | 93-й                                                        | | 1973-1983 |
| Фредерик У. Ричмонд                     | Демократическая                     | 3 января 1975 — 25 августа 1982  | 94-й 95-й 96-й 97-й                                         | Был избран в 1974 году. Был переизбран в 1976, 1978 и 1980 годах. Ушел в отставку.                                                                             | 1973-1983 |
| Свободное место                         | Свободное место                     | 25 августа 1982 — 3 января 1983  | 97-й                                                        | | 1973-1983 |
| Гай В. Молинари                         | Республиканская                     | 3 января 1983 — 31 декабря 1989  | 98-й 99-й 100-й 101-й                                       | Был переведен в 17-й округ. Был переизбран в 1982, 1984, 1986 и 1988 году. Ушел в отставку, чтобы участвовать в выборах на пост президента боро Статен-Айленд. | 1983-1993 |
| Свободное место                         | Свободное место                     | 31 декабря 1989 — 20 марта 1990  | 101-й                                                       | | 1983-1993 |
| Сьюзан Молинари                         | Республиканская                     | 20 марта 1990 — 3 января 1993    | 101-й 102-й                                                 | Была избрана в качестве замены Гая Молинари. Была переизбрана в 1990 году. Была переведена в 13-й округ.                                                       | 1983-1993 |
| Кэролин Мэлони                          | Демократическая                     | 3 января 1993 — 3 января 2013    | 103-й 104-й 105-й 106-й 107-й 108-й 109-й 110-й 111-й 112-й | Была избрана в 1992, 1994, 1996, 1998, 2000, 2002, 2004, 2006, 2008, 2010 годах. Была переведена в 12-й округ.                                                 | 1993-2003 - 2003-2013 Центральный парк и восточная сторона Манхэттена Весь остров Рузвельта и районы Астория, Лонг-Айленд-Сити и Саннисайд в Куинсе. |
| Джозеф Кроули                           | Демократическая                     | 3 января 2013 — 3 января 2019    | 113-й 114-й 115-й                                           | Был переведен в 7-й округ. Был переизбран в 2012, 2014 и в 2016 годах. Проиграл в 2018 году.                                                                   | 2013 — н.в. Центральный парк и восточная сторона Манхэттена Восточная часть Бронкса и часть северо-центральной части Куинса.                         |
| Александрия Окасио-Кортес               | Демократическая                     | 3 января 2019 — настоящее время  | 116-й 117-й 118-й                                           | Была избрана в 2018 году. Была переизбрана в 2020 и в 2022 годах.                                                                                              | 2013 — н.в. Центральный парк и восточная сторона Манхэттена Восточная часть Бронкса и часть северо-центральной части Куинса.                         |

## Результаты выборов
Выборы 1870
| Партия           | Кандидат         | Голоса | %      |
| ---------------- | ---------------- | ------ | ------ |
| Демократическая  | Лай Пэрри        | 17,716 | 54.1 % |
| Республиканская  | Минар Хардер     | 14,726 | 44.9 % |
| Партия труда США | Джон Гастингс    | 336    | 1.0 %  |
| Большинство      | Большинство      | 2,990  | 9.2 %  |
| Явка избирателей | Явка избирателей | 32,778 | 100 %  |

Выборы 1896
| Партия                              | Кандидат                   | Голоса | %      |
| ----------------------------------- | -------------------------- | ------ | ------ |
| Республиканская                     | Лэмуэль Квигг              | 27,875 | 54.9 % |
| Демократическая                     | Джон Куинси Адамс          | 18,533 | 36.5 % |
| Национальная республиканская партия | Чарльз В. Форнс            | 2,414  | 4.8 %  |
| Социалистическая рабочая партия     | Ричард Мортон              | 1,235  | 2.4 %  |
| Прогибиционистская партия           | Бенджамин Т. Роджерс       | 137    | 0.3 %  |
|                                     | Пустой или порванный бланк | 548    | 1.1 %  |
| Общее число                         | Общее число                | 50,762 | 100 %  |

Выборы 1898
| Партия                          | Кандидат           | Голоса | %      |
| ------------------------------- | ------------------ | ------ | ------ |
| Демократическая                 | Уильям Э. Чэнлер   | 31,604 | 54.3 % |
| Республиканская                 | Лэмуэль Квигг      | 25,209 | 43.3 % |
| Социалистическая рабочая партия | Эмиль Неппель      | 1,307  | 1.1 %  |
| Прогибиционистская партия       | Альберт Т. Уодхэмс | 104    | 0.1 %  |
| Общее число                     | Общее число        | 58,224 | 100 %  |

Выборы 1900
| Партия                          | Кандидат          | Голоса | %      |
| ------------------------------- | ----------------- | ------ | ------ |
| Республиканская                 | Уильям Х. Дуглас  | 36,904 | 52.0 % |
| Демократическая                 | Джон С. Хилл      | 32,167 | 45.3 % |
| Социал-демократическая партия   | Эмиль Неппель     | 931    | 1.3 %  |
| Социалистическая рабочая партия | Питер Кэрролл     | 645    | 0.9 %  |
| Прогибиционистская партия       | Джеймс Х. Йернелл | 130    | 0.2 %  |
| Общее число                     | Общее число       | 70,777 | 100 %  |

Выборы 1902
| Партия                                  | Кандидат           | Голоса | %      |
| --------------------------------------- | ------------------ | ------ | ------ |
| Демократическая                         | Ира Э. Райдер      | 20,402 | 63.7 % |
| Республиканская                         | Эндрю Дж. Андерсон | 8,492  | 26.5 % |
| Социал-демократическая партия           | Уилльям Эхрет      | 2,348  | 7.3 %  |
| Социалистическая рабочая партия         | Артур Чэмберс      | 647    | 2.0 %  |
| Партия демократического колокола победы | Джон Дж. М. Иссин  | 79     | 0.2 %  |
| Прогибиционистская партия               | Джон С. Уоллес     | 79     | 0.2 %  |
| Общее число                             | Общее число        | 32,047 | 100 %  |

Выборы 1904
| Партия                          | Кандидат            | Голоса | %      |
| ------------------------------- | ------------------- | ------ | ------ |
| Демократическая                 | Чарльз А. Таун      | 21,627 | 57.1 % |
| Республиканская                 | Люсьен Кнапп        | 12,664 | 33.4 % |
| Социал-демократическая партия   | Уилльям Эхрет       | 2,973  | 7.8 %  |
| Социалистическая рабочая партия | Льиюс Ньюмэн        | 380    | 1.0 %  |
| Популистская партия             | Питер А. Лэйнинджер | 217    | 0.6 %  |
| Прогибиционистская партия       | Альберт Уодхэмс     | 47     | 0.1 %  |
| Общее число                     | Общее число         | 37,908 | 100 %  |

Выборы 1906
| Партия                          | Кандидат           | Голоса | %      |
| ------------------------------- | ------------------ | ------ | ------ |
| Демократическая                 | Уильям Уиллетт Мл. | 17,675 | 46.3 % |
| Республиканская                 | Фрэнк Э. Лоси      | 12,664 | 33.4 % |
| Партия независимости            | Чарльз Э. Шобер    | 8,110  | 21.3 % |
| Социалистическая рабочая партия | Ричард Мортон      | 2,328  | 6.1 %  |
| Прогибиционистская партия       | Альберт Уодхэмс    | 40     | 0.1 %  |
| Общее число                     | Общее число        | 38,159 | 100 %  |

Выборы 1908
| Партия                          | Кандидат           | Голоса | %      |
| ------------------------------- | ------------------ | ------ | ------ |
| Демократическая                 | Уильям Уиллетт Мл. | 21,643 | 52.2 % |
| Республиканская                 | Эмануэль Кэстка    | 14,189 | 34.2 % |
| Социалистическая рабочая партия | Филлип Х. Шмитт    | 3,055  | 7.4 %  |
| Партия независимости            | Герберт Уэйд       | 2,485  | 6.0 %  |
| Прогибиционистская партия       | Джозеф Х. Ральф    | 69     | 0.2 %  |
| Общее число                     | Общее число        | 41,451 | 100 %  |

Выборы 1910
| Партия                          | Кандидат           | Голоса | %      |
| ------------------------------- | ------------------ | ------ | ------ |
| Демократическая                 | Джон Дж. Киндред   | 21,643 | 52.2 % |
| Республиканская                 | Виктор Хьюго Дюрас |        |        |
| Партия независимости            | Виктор Хьюго Дюрас |        |        |
| Общее число                     | Общее число        | 14,018 | 36.5 % |
| Социалистическая рабочая партия | Уилльям Эхрет      | 69     | 0.2 %  |
| Прогибиционистская партия       | Джозеф Х. Ральф    | 54     | 0.1 %  |
| Общее число                     | Общее число        | 38,428 | 100 %  |

Выборы 1912
| Партия                          | Кандидат              | Голоса | %      |
| ------------------------------- | --------------------- | ------ | ------ |
| Демократическая                 | Джефферсон М. Леви    | 8,950  | 49.4 % |
| Прогрессивная                   | Абрахам Х. Гудман     | 4,457  | 24.6 % |
| Республиканская                 | Э. Кросби Киндлбергер | 3,468  | 19.1 % |
| Социалистическая рабочая партия | Мэри МакДональд       | 958    | 5.3 %  |
| Партия независимости            | Джеймс У. Коннерс     | 202    | 1.1 %  |
| Джефферсон                      | Генри Б. Мартин       | 73     | 0.4 %  |
| Прогибиционистская партия       | Чарльз Х. Симмонс     | 14     | 0.1 %  |
| Общее число                     | Общее число           | 18,122 | 100 %  |

Выборы 1914
| Партия                          | Кандидат            | Голоса | %      |
| ------------------------------- | ------------------- | ------ | ------ |
| Демократическая                 | Майкл Ф. Фарли      |        |        |
| Партия независимости            | Майкл Ф. Фарли      |        |        |
| Общее число                     | Майкл Ф. Фарли      | 7,310  | 46.5 % |
| Республиканская                 | Фьорелло Ла Гуардия | 5,331  | 33.9 % |
| Социалистическая рабочая партия | Генри Л. Слободин   | 1,534  | 9.8 %  |
| Прогрессивная                   | Джон Б. Голден      | 1,456  | 9.3 %  |
| Прогибиционистская партия       | Джеймс Ф. Жиллеспай | 82     | 0.5 %  |
| Общее число                     | Общее число         | 15,713 | 100 %  |

Выборы 1916
| Партия                          | Кандидат                   | Голоса | %      |
| ------------------------------- | -------------------------- | ------ | ------ |
| Республиканская                 | Фьорелло Ла Гуардия        |        |        |
| Национальная                    | Фьорелло Ла Гуардия        |        |        |
| Прогрессивная                   | Фьорелло Ла Гуардия        |        |        |
| Американская                    | Фьорелло Ла Гуардия        |        |        |
| Общее число                     | Фьорелло Ла Гуардия        | 7,272  | 39.0 % |
| Демократическая                 | Майкл Ф. Фарли             |        |        |
| Партия независимости            | Майкл Ф. Фарли             |        |        |
| Общее число                     | Майкл Ф. Фарли             | 6,915  | 37.0 % |
| Социалистическая рабочая партия | Уилльям И. Сокхэйм         | 2,536  | 13.6 % |
|                                 | Пустой или порванный бланк | 1,867  | 10.0 % |
| Прогибиционистская партия       | Сэмюэль Фишман             | 80     | 0.4 %  |
| Общее число                     | Общее число                | 18,670 | 100 %  |

Выборы 1918
| Партия                          | Кандидат                   | Голоса | %      |
| ------------------------------- | -------------------------- | ------ | ------ |
| Республиканская                 | Фьорелло Ла Гуардия        |        |        |
| Демократическая                 | Фьорелло Ла Гуардия        |        |        |
| Общее число                     | Фьорелло Ла Гуардия        | 14,523 | 65.0 % |
| Социалистическая рабочая партия | Скотт Нирин                | 6,214  | 27.8 % |
|                                 | Пустой или порванный бланк | 1,531  | 6.8 %  |
| Прогибиционистская партия       | Альфред Х. Сандерс         | 89     | 0.4 %  |
| Общее число                     | Общее число                | 22,357 | 100 %  |

Выборы 1920
| Партия                          | Кандидат                   | Голоса | %      |
| ------------------------------- | -------------------------- | ------ | ------ |
| Республиканская                 | Натан Д. Перлман           | 18,042 | 45.2 % |
| Социалистическая рабочая партия | Элджернон Ли               | 8,515  | 21.3 % |
|                                 | Пустой или порванный бланк | 3,370  | 8.4 %  |
| Общее число                     | Общее число                | 39,927 | 100 %  |

Выборы 1922
| Партия                          | Кандидат         | Голоса | %      |
| ------------------------------- | ---------------- | ------ | ------ |
| Республиканская                 | Натан Д. Перлман | 8,782  | 37.4 % |
| Демократическая                 | Дэвид Х. Нотт    | 8,173  | 34.8 % |
| Социалистическая рабочая партия | Джейкоб Панкин   | 6,459  | 27.5 % |
| Прогибиционистская партия       | Кеннет С. Гатри  | 94     | 0.4 %  |
| Общее число                     | Общее число      | 23,508 | 100 %  |

Выборы 1924
| Партия                          | Кандидат              | Голоса | %      |
| ------------------------------- | --------------------- | ------ | ------ |
| Республиканская                 | Натан Д. Перлман      | 12,046 | 43.5 % |
| Демократическая                 | Уильям Ирвинг Сирович | 11,920 | 43.0 % |
| Социалистическая рабочая партия | Уильям Карлин         | 3,165  | 11.4 % |
| Рабочая партия Америки          | Людвиг Лор            | 216    | 0.8 %  |
| Общее число                     | Общее число           | 27,707 | 100 %  |

Выборы 1926
| Партия                          | Кандидат                   | Голоса | %      |
| ------------------------------- | -------------------------- | ------ | ------ |
| Демократическая                 | Уильям Ирвинг Сирович      | 11,809 | 47.4 % |
| Республиканская                 | Натан Д. Перлман           | 10,688 | 42.9 % |
| Социалистическая рабочая партия | C.Э.Бердсли                | 1,277  | 5.1 %  |
|                                 | Пустой или порванный бланк | 1,060  | 4.3 %  |
| Рабочая партия Америки          | Александр Трахтенберг      | 112    | 0.4 %  |
| Общее число                     | Общее число                | 24,930 | 100 %  |

Выборы 1928
| Партия                          | Кандидат              | Голоса | %      |
| ------------------------------- | --------------------- | ------ | ------ |
| Демократическая                 | Уильям Ирвинг Сирович | 16,602 | 52.1 % |
| Республиканская                 | Сол Улльман           | 11,974 | 37.5 % |
| Социалистическая рабочая партия | Огаст Клэйссенс       | 1,648  | 5.2 %  |
|                                 | Пустой бланк          | 1,359  | 4.3 %  |
| Рабочая партия Америки          | Александр Трахтенберг | 307    | 1.0 %  |
| Общее число                     | Общее число           | 31,890 | 100 %  |

Выборы 1930
| Партия                          | Кандидат              | Голоса | %      |
| ------------------------------- | --------------------- | ------ | ------ |
| Демократическая                 | Уильям Ирвинг Сирович | 12,431 | 47.3 % |
| Социалистическая рабочая партия | Джейкоб Панкен        | 6,793  | 25.9 % |
| Республиканская                 | Эдвард Э. Спаффорд    | 6,658  | 25.3 % |
|                                 | Александр Трахтенберг | 385    | 1.5 %  |
| Общее число                     | Общее число           | 26,267 | 100 %  |

Выборы 1932
| Партия                          | Кандидат              | Голоса | %      |
| ------------------------------- | --------------------- | ------ | ------ |
| Демократическая                 | Уильям Ирвинг Сирович | 20,668 | 60.7 % |
| Республиканская                 | Генри А. Ловенберг    | 9,651  | 28.3 % |
| Социалистическая рабочая партия | Огаст Клэйссенс       | 2,735  | 8.0 %  |
| Коммунистическая                | Авраам Маркоф         | 1,011  | 3.0 %  |
| Общее число                     | Общее число           | 34,065 | 100 %  |

Выборы 1934
| Партия                          | Кандидат                   | Голоса | %      |
| ------------------------------- | -------------------------- | ------ | ------ |
| Демократическая                 | Уильям Ирвинг Сирович      | 15,437 | 48.1 % |
| Республиканская                 | Фредерик Дж. Грёль         | 9,744  | 30.4 % |
|                                 | Пустой или порванный бланк | 2,868  | 8.9 %  |
| Социалистическая рабочая партия | Рэйчел Панкен              | 2,259  | 7.0 %  |
| Коммунистическая                | Питер Какионе              | 1,612  | 5.0 %  |
| Сохранение законов              | Лиман А. Гарбер            | 160    | 0.5 %  |
| Общее число                     | Общее число                | 32,080 | 100 %  |

Выборы 1996
| Партия                               | Кандидат              | Голоса  | %       |
| ------------------------------------ | --------------------- | ------- | ------- |
| Демократическая                      | Кэролин Б. Мэлони     | 130,175 | 72.4 %  |
| Республиканская                      | Джеффри Э. Ливингстон | 42,641  | 23.7 %  |
| Партия зелёных                       | Томас К. Лейтон       | 3,512   | 2.0 %   |
| Консервативная                       | Джозеф А. Лавеззо     | 2,188   | 1.2 %   |
| Партия права штата Нью-Йорк на жизнь | Дэлко Л. Корнет       | 1,221   | 0.7 %   |
| Большинство                          | Большинство           | 87,534  | 48.7 %' |
| Явка избирателей                     | Явка избирателей      | 179,737 | 100 %   |

Выборы 1998
| Партия           | Кандидат             | Голоса  | %      |
| ---------------- | -------------------- | ------- | ------ |
| Демократическая  | Кэролин Б. Мэлони    | 111,072 | 77.4 % |
| Республиканская  | Стефани Э. Капферман | 32,458  | 22.6 % |
| Большинство      | Большинство          | 78,614  | 54.8 % |
| Явка избирателей | Явка избирателей     | 143,530 | 100 %  |

Выборы 2000
| Партия                         | Кандидат           | Голоса  | %      |
| ------------------------------ | ------------------ | ------- | ------ |
| Демократическая                | Кэролин Б. Мэлони  | 148,080 | 73.9 % |
| Республиканская                | С. Эдриэнн Родс    | 45,453  | 22.7 % |
| Партия зелёных                 | Сандра Стивенс     | 4,869   | 2.4 %  |
| Партия независимости Нью-Йорка | Фредерик Д. Ньюман | 1,946   | 1.0 %  |
| Большинство                    | Большинство        | 102,627 | 51.2 % |
| Явка избирателей               | Явка избирателей   | 200,348 | 100 %  |

Выборы 2002
| Партия           | Кандидат          | Голоса  | %      |
| ---------------- | ----------------- | ------- | ------ |
| Демократическая  | Кэролин Б. Мэлони | 95,931  | 75.3 % |
| Республиканская  | Антон Срданович   | 31,548  | 24.7 % |
| Большинство      | Большинство       | 64,383  | 50.5 % |
| Явка избирателей | Явка избирателей  | 127,479 | 100 %  |

Выборы 2004
| Партия           | Кандидат          | Голоса  | %      |
| ---------------- | ----------------- | ------- | ------ |
| Демократическая  | Кэролин Б. Мэлони | 186,688 | 81.1 % |
| Республиканская  | Антон Срданович   | 43,623  | 18.9 % |
| Большинство      | Большинство       | 143,065 | 62.1 % |
| Явка избирателей | Явка избирателей  | 230,311 | 100 %  |

Выборы 2006
| Партия           | Кандидат          | Голоса  | %      |
| ---------------- | ----------------- | ------- | ------ |
| Демократическая  | Кэролин Б. Мэлони | 119,582 | 84.5 % |
| Республиканская  | Дэнниэл Майо      | 21,969  | 15.5 % |
| Большинство      | Большинство       | 97,613  | 69.0 % |
| Явка избирателей | Явка избирателей  | 141,551 | 100 %  |

Выборы 2008
| Партия           | Кандидат          | Голоса  | %      |
| ---------------- | ----------------- | ------- | ------ |
| Демократическая  | Кэролин Б. Мэлони | 183,239 | 79.9 % |
| Республиканская  | Роберт Г. Хейм    | 43,385  | 18.9 % |
| Либертарианская  | Исайя Матос       | 2,659   | 1.2 %  |
| Большинство      | Большинство       | 139,854 | 61.0 % |
| Явка избирателей | Явка избирателей  | 229,283 | 100 %  |

Выборы 2010
| Партия                            | Кандидат             | Голоса  | %      |
| --------------------------------- | -------------------- | ------- | ------ |
| Демократическая                   | Кэролин Б. Мэлони    | 107,327 | 75.1 % |
| Республиканская                   | Дэвид Райан Брамберг | 32,065  | 22.4 % |
| Консервативная                    | Тимоти Дж. Хили      | 1,891   | 1.3 %  |
| Независимая партия штата Нью-Йорк | Дино Л. ЛаВергетта   | 1,617   | 1.1 %  |
| Большинство                       | Большинство          | 75,262  | 52.7 % |
| Явка избирателей                  | Явка избирателей     | 142,900 | 100 %  |

Выборы 2012
| Партия                  | Кандидат                   | Голоса  | %      |
| ----------------------- | -------------------------- | ------- | ------ |
| Демократическая         | Джозеф Кроули'             | 116,117 |        |
| Партия семей трудящихся | Джозеф Кроули              | 4,644   |        |
| Общее число             | Джозеф Кроули              | 120,761 | 83.2 % |
| Республиканская         | Уилльям Гиббонс            | 19,191  |        |
| Консервативная          | Уилльям Гиббонс            | 2,564   |        |
| Общее число             | Уилльям Гиббонс            | 21,755  | 15.0 % |
| Партия зелёных          | Энтони Гроновиц            | 2,570   | 1.8 %  |
|                         | Пустой или порванный бланк | 25,915  |        |
| Общее число             | Общее число                | 142,900 | 100 %  |

Выборы 2014
| Партия                  | Кандидат                   | Голоса | %       |
| ----------------------- | -------------------------- | ------ | ------- |
| Демократическая         | Джозеф Кроули              | 45,370 | 67.34 % |
| Партия семей трудящихся | Джозеф Кроули              | 4,982  | 7.39 %  |
| Общее число             | Джозеф Кроули              | 50,352 | 74.74 % |
| Консервативная          | Элизабет Пэрри             | 6,735  | 10.00 % |
|                         | Пустой или порванный бланк | 10,285 | 15.27 % |
| Общее число             | Общее число                | 67,372 | 100 %   |

Выборы 2016
| Партия                  | Кандидат                   | Голоса  | %       |
| ----------------------- | -------------------------- | ------- | ------- |
| Демократическая         | Джозеф Кроули              | 138,367 | 70.13 % |
| Партия семей трудящихся | Джозеф Кроули              | 7,317   | 3.71 %  |
| Партия равенства женщин | Джозеф Кроули              | 1,903   | 0.96 %  |
| Общее число             | Джозеф Кроули              | 147,587 | 74.80 % |
| Республиканская         | Франк Дж. Споторно         | 26,891  | 13.63 % |
| Консервативная          | Франк Дж. Споторно         | 3,654   | 1.85 %  |
| Общее число             | Франк Дж. Споторно         | 30,545  | 15.48 % |
|                         | Пустой или порванный бланк | 19,169  | 9.72 %  |
| Общее число             | Общее число                | 197,301 | 100 %   |

Выборы 2018
| Партия                  | Кандидат                  | Голоса  | %      |
| ----------------------- | ------------------------- | ------- | ------ |
| Демократическая         | Александрия Окасио-Кортес | 100,044 | 78 %   |
| Республиканская         | Энтони Пэппас             | 17,762  | 13.8 % |
| Партия семей трудящихся | Джозеф Кроули             | 8,505   | 6.6 %  |
| Консервативная          | Элизабет Пэрри            | 2,028   | 1.6 %  |
| Партия реформ           | Джеймс Диллон             | N/A     | N/A    |
| Общее число             | Общее число               | 128,339 | 100 %  |

Выборы 2020
| Партия                  | Кандидат                  | Голоса  | %      |
| ----------------------- | ------------------------- | ------- | ------ |
| Демократическая         | Александрия Окасио-Кортес | 152,661 | 71.6 % |
| Республиканская         | Джон Каммингс             | 58,440  | 27.4 % |
| Движение службы Америки | Мишель Карузо-Кабрера     | 2,000   | 0.9 %  |
| Общее число             | Общее число               | 213,323 | 100 %  |

Выборы 2022
| Партия                               | Кандидат                  | Голоса  | %      |
| ------------------------------------ | ------------------------- | ------- | ------ |
| Демократическая                      | Александрия Окасио-Кортес | 70,855  | 60.42% |
| Партия рабочей семьи                 | Александрия Окасио-Кортес | 7,933   | 6.76%  |
| Итого                                | Александрия Окасио-Кортес | 78,788  | 67.18% |
| Республиканская                      | Тина Форте                | 30,661  | 26.14% |
| Консервативная партия штата Нью-Йорк | Дези Куэллар              | 2,128   | 1.81%  |
| Общее число                          | Общее число               | 117,274 | 100 %  |

## Недавние результаты президентских гонок
| Год  | Выборы    | Результат             |
| ---- | --------- | --------------------- |
| 2000 | Президент | Гор (Д) 70 — 23 %     |
| 2004 | Президент | Керри (Д) 74 — 25 %   |
| 2008 | Президент | Обама (Д) 78 — 21 %   |
| 2012 | Президент | Обама (Д) 80 — 18 %   |
| 2016 | Президент | Клинтон (Д) 77 — 19 % |
| 2020 | Президент | Байден (Д) 73 — 25 %  |